# سنرو البحرية
قرية سنرو البحرية هي إحدى القرى التابعة لمركز ابشواى في محافظة الفيوم في جمهورية مصر العربية. حسب إحصاءات سنة 2006، بلغ إجمالي السكان في سنرو البحرية 5648 نسمة، منهم 2887 رجل و2761 امرأة.